# Wilhelm Heinz Schröder
Pour les articles homonymes, voir Schröder.
Wilhelm Heinz Schröder (né le 24 mai 1946 à Mellrichstadt) est un historien allemand. Il enseigne et fait des recherches en tant que professeur d'histoire moderne à l'Université de Cologne.

## Biographie
Wilhelm Heinz Schröder étudié l'histoire et la littérature allemande et obtient son diplôme en 1971 avec l'examen d'État. En 1976, il obtient un doctorat à l'Université de Cologne en histoire et en 1986 l'habilitation à la TU Berlin en histoire moderne. En tant que conférencier privé, il travaille d'abord à l'Université technique de Berlin, puis à partir de 1993 à l'Université de Cologne, où il représente le domaine de l'histoire moderne avec un accent particulier sur la recherche sociale historique. En 1996, il est nommé professeur adjoint. Il occupe des postes d'enseignant dans les universités de Berlin (Université Humboldt de Berlin), Bielefeld, Dortmund, Hambourg, Linz et Salzbourg.
En 1987, Schröder devient chef du département scientifique du Centre de recherche sociale historique dans les archives de données pour les sciences sociales au GESIS-Institut Leibniz pour les sciences sociales (de) ou dans l'Association Leibniz. Depuis 1986, il est rédacteur en chef de la revue Historical Social Research / Historische Sozialforschung (HSR) (de) et dirige le séminaire national de méthode de l'école d'été des diplômés ZHSF de 1980 à 2010.
Schröder est membre de nombreux comités scientifiques, dont le président du groupe de travail international QUANTUM et porte-parole de l'assemblée générale du Zentrum für Zeithistorische Forschung à Potsdam. Un projet de recherche central de Schröder est l'étude des parlementaires sociaux-démocrates entre 1867 et 1933. Dans ce contexte, il développe, entre autres, la biographie collective (de) comme méthode de recherche.
Wilhelm Heinz Schröder vit à Frechen. Il y est particulièrement actif en politique, par exemple en tant que conseiller municipal pour le SPD, et dans la culture (y compris au théâtre en tant que metteur en scène). En reconnaissance de ses nombreuses années au service de la politique et de la culture dans la ville de Frechen, Schröder reçoit l'insigne d'honneur de la ville (2015) et l'anneau d'honneur de la ville (2020).

## Projets biographiques
Dans le portail parlementaire BIOPARL, Schröder  rassemblé toutes les bases de données de divers projets biographiques qu'il a menés : Les parlementaires sociaux-démocrates dans le Reich allemand et le Landtag 1867–1933 (BIOSOP) ; membres social-démocrates du Reichstag et candidats au Reichstag 1898-1918 (BIOKAND) ; Députés du Reichstag allemand 1867-1918 (BIORAB, Partie 2 : Kaiserreich) ; Les députés du Reichstag allemand 1919-1933 (BIORAB, Partie 3 : République de Weimar) ainsi que les membres du Bundestag allemand 1949-2006 (BUMAST) et les membres du 10e Chambre du peuple de la RDA 1990 (VOLKPARL). Les fonds analogiques des archives parlementaires (environ 10 000 dossiers de parlementaires et de nombreux documents de projet) ont été transférés aux archives fédérales à Berlin-Lichterfelde en 2018 et peuvent y être utilisés. (Signature. BArch / B 564 « Collection biographique des parlementaires allemands » - recherche avec le système de recherche des Archives fédérales invenio).

## Travaux (sélection)
- Kollektivbiographie als interdisziplinäre Methode in der historischen Sozialforschung. Eine persönliche Retrospektive. Zentrum für Historische Sozialforschung, Köln 2011.
- mit Wilhelm Weege, Martina Zech: Historische Parlamentarismus-, Eliten- und Biographieforschung. Forschung und Service am Zentrum für Historische Sozialforschung. Zentrum für Historische Sozialforschung, Köln 2000.
- Historische Sozialforschung. Identifikation, Organisation, Institution. Zentrum für Historische Sozialforschung, Köln 1994.
- Sozialdemokratische Reichstagsabgeordnete und Reichstagskandidaten 1898–1918. Biographisch-statistisches Handbuch (= Handbücher zur Geschichte des Parlamentarismus und der politischen Parteien. Bd. 2). Droste, Düsseldorf 1986  (ISBN 3-7700-5135-1).
- Arbeitergeschichte und Arbeiterbewegung. Industriearbeit und Organisationsverhalten im 19. und frühen 20. Jahrhundert. Campus, Frankfurt am Main 1978.